# Seznam senatorjev 8. parlamenta Kraljevine Italije
Seznam senatorjev 8. parlamenta Kraljevine Italije je urejen po letu imenovanja.

## 1861
- Carlo Biscaretti di Ruffia
- Vincenzo Bolmida
- Antonio Boncompagni Ludovisi
- Edoardo Castelli
- Alessandro Della Rovere
- Orazio Di Negro
- Lorenzo Ghiglini
- Marcello Gianotti
- Antonio Giovanola
- Ferdinando Monroy di Pandolfina
- Giuseppe Natoli
- Ercole Oldofredi Tadini
- Fabio Pallavicini
- Alessandro Pernati di Momo
- Domenico Piraino
- Giuseppe Puccioni
- Giuseppe Rossi
- Giuseppe Sappa
- Gaetano Scovazzo
- Francesco Maria Serra
- Giovanni Siotto Pintor
- Angelo Sismonda
- Nicola Spaccapietra
- Vincenzo Fardella di Torrearsa

## 1862
- Giovanni Avossa
- Francesco Balbi Senarega
- Ferdinando Bartolommei
- Livio Benintendi
- Antonio Beretta
- Vincenzo Capriolo
- Giovanni Colonna Romano Filingeri
- Eugenio Del Giudice
- Ugolino della Gherardesca
- Giulio Benso Della Verdura
- Augusto Duchoquè
- Giuseppe Gallotti
- Giacomo Gravina
- Giovanni Guevara
- Vincenzo Irelli
- Francesco Longo
- Giovanni Manna
- Emanuele Marliani
- Carlo Marsili
- Luigi Amedeo Melegari
- Giuseppe Pastore
- Giuseppe Paternò di Spedalotto
- Nicola Pavese
- Carlo Pepoli
- Raffaele Piria
- Filippo Quaranta
- Ercole Ricotti
- Paolo Savi
- Antonio Scialoja
- Tommaso Spinola
- Carlo Torrigiani
- Lorenzo Valerio

## 1863
- Giuseppe Antonacci
- Giacomo Coppola
- Gaetano De Castillia
- Gennaro Di Giacomo
- Bernardo Falqui Pes
- Paolo Emilio Imbriani
- Tommaso Lauri
- Pasquale Loschiavo
- Tommaso Manzone
- Leopardo Martinengo
- Cristoforo Mazara
- Tommaso Melodia
- Napoleone Meuron
- Vincenzo Miglietti
- Gaetano Moscuzza
- Diodato Pallieri
- Luigi Vercillo

## 1864
- Alessandro Besana
- Antonio Busca Serbelloni
- Tito Cacace
- Pellegrino Canestri
- Pietro Castiglia
- Enrico Cialdini
- Francesco Di Giovanni
- Vincenzo Florio
- Camillo Fontanelli
- Lorenzo Ginori Lisci
- Carlo Giordano
- Tommaso Antonio Maria Lanzilli
- Andrea Lissoni
- Federico Lovera Di Maria
- Terenzio Mamiani Della Rovere
- Gaspare Monaco La Valletta
- Giovanni Battista Nappi
- Giuseppe Scarabelli
- Vincenzo Sylos Labini
- Romualdo Tecco
- Edoardo Tholosano
- Salvatore Tommasi
- Eugenio Venini
- Antonio Zanolini

## 1865[1]
- Diego Angioletti
- Giuseppe Arconati Visconti
- Giacomo Astengo
- Giuseppe Bella
- Francesco Brioschi
- Carlo Burci
- Rocco Camerata Scovazzo
- Girolamo Cantelli
- Giovanni Battista Cassinis
- Michele Castellamonte Di Lessolo
- Leonetto Cipriani
- Domenico Cucchiari
- Giovanni De Falco
- Ignazio Di Sortino Specchi Gaetani
- Corrado Arezzo de Spuches di Donnafugata
- Giuseppe Fiorelli
- Piersilvestro Leopardi
- Giuseppe Miraglia
- Carlo Pellion di Persano
- Giuseppe Robecchi
- Faustino Sanseverino
- Giuseppe Saracco
- Filippo Satriano
- Carlo Torre
- Niccolò Turrisi Colonna
- Atto Vannucci
- Emanuele Viggiani